# Tolma toreuta
Tolma toreuta is een spinnensoort in de taxonomische indeling van de kraamwebspinnen (Pisauridae).
Het dier behoort tot het geslacht Tolma. De wetenschappelijke naam van de soort werd voor het eerst geldig gepubliceerd in 1994 door Rudy Jocqué.